# Spiegelneuron

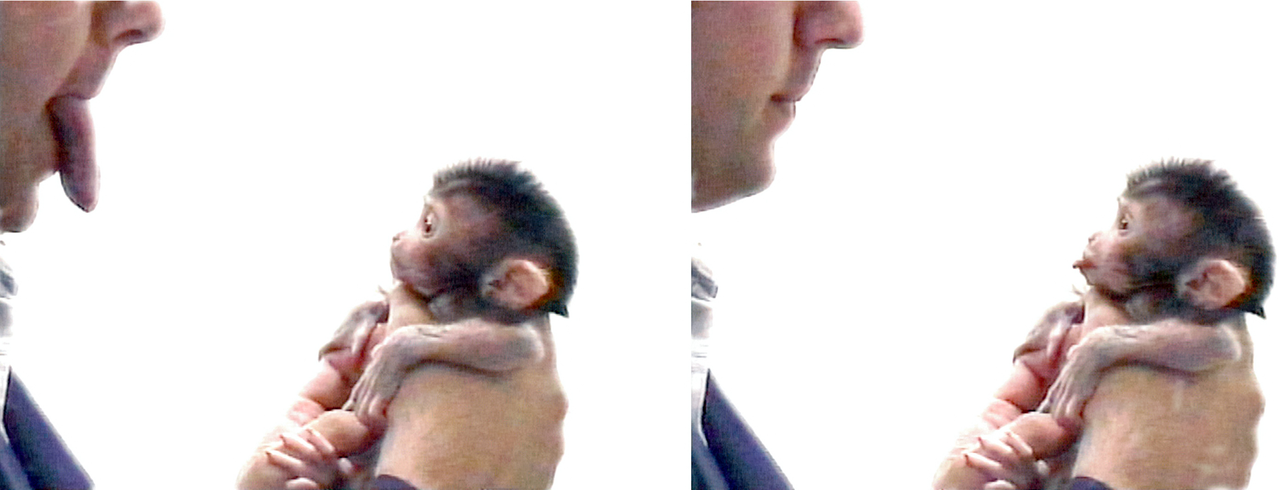
Imitatiegedrag door een babymakaak

Een spiegelneuron of spiegelcel is een neuron dat niet alleen vuurt als een dier een handeling uitvoert, maar ook als het dier een handeling ziet uitvoeren door een ander dier (vooral van dezelfde diersoort). Het neuron weerspiegelt dus als het ware het gedrag van een ander dier en is op dezelfde manier actief als wanneer het dier de handeling zelf uitvoert. Dergelijke neuronen zijn gevonden bij primaten, waaronder de mens, en bij sommige vogels. Bij mensen bevinden ze zich in de premotorische schors en in de pariëtale kwabben van de hersenen.
De aanwezigheid van spiegelneuronen in de hersenen werd ontdekt door Giacomo Rizzolatti, Leonardo Fogassi en Vittorio Gallese van de universiteit van Parma. Zij deden onderzoek naar handacties bij makaken, bijvoorbeeld het grijpen en oppakken van objecten. Ze ontdekten dat bepaalde hersengebieden actief werden bij het uitvoeren van deze handelingen, maar ook als wordt waargenomen dat een ander eenzelfde handeling uitvoert. Onderzoek met behulp van fMRI, transcraniële magnetische stimulatie en elektro-encefalografie deed sterk vermoeden dat een dergelijk systeem zich ook in de menselijke hersenen bevindt.
Sommige wetenschappers beschouwen spiegelneuronen als een van de belangrijkste ontdekkingen in de recente geschiedenis van de neurowetenschap.

## Functie
Er zijn verschillende theorieën over de werking en functie van spiegelneuronsystemen en het onderzoek is dan ook in volle gang. Naar men aanneemt spelen ze een rol bij het begrijpen en interpreteren van de handelingen van anderen en het leren van nieuwe vaardigheden door imitatie. Ook zouden spiegelsystemen een rol kunnen spelen bij het inzicht in denkpatronen bij anderen (theory of mind), emotioneel inlevingsvermogen (empathie) en de taalverwerving (er zijn spiegelneuronen gevonden in de nabijheid van het centrum van Broca, een taalcentrum in de frontale kwab).
Dysfuncties in spiegelsystemen zouden een verklaring kunnen zijn voor bepaalde cognitieve stoornissen, met name autismespectrumstoornissen. In wetenschappelijk onderzoek zijn aanwijzingen gevonden voor dysfunctioneren van het spiegelneuronensysteem bij mensen met een autismespectrumstoornis. In een onderzoek werd bij tien personen met een autismespectrumstoornis waargenomen dat de spiegelneuronen actief werden als de persoon zelf een handeling uitvoerde en niet als een ander dezelfde handeling uitvoerde. Dit zou kunnen samenhangen met deficiënties in theory of mind (zie ook Sally en Anne), empathie, sociaal gedrag en taal, die bij autisme optreden.
Er wordt ook gewezen op het mogelijke verband tussen spiegelneuronen, imitatie van intenties en geweld.